# Diocese de Lula
A Diocese de Lula (em latim: Diocesis Lulensis; em sueco: Luleå stift) é uma das treze dioceses constituintes da Igreja da Suécia e está sediada na Catedral de Lula, na cidade de Lula. Abrange as províncias de Bótnia Ocidental e Bótnia Setentrional e administra 57 paróquias.

Mapa da diocese